# Cuenta de ahorro
Una cuenta de ahorro es un tipo de cuenta de depósito ordinaria a la vista (producto pasivo), en la que los fondos depositados por la cuenta tienen disponibilidad inmediata y generan cierta rentabilidad durante un periodo determinado según el monto ahorrado.
Las condiciones de remuneración varían en función del producto concreto. Así, pueden existir cuentas de ahorro que abonen los intereses por ejemplo mensual, trimestral o anualmente. Igualmente, la remuneración puede ser lineal (mismo interés para cualquier saldo), por tramos de saldo o incluso en especie.
Este tipo de cuentas también pueden estar sujetas al pago de comisiones.
Los servicios asociados a una cuenta de ahorro también varían según la entidad. Pueden ir desde los más básicos, como ingresos y pagos de cheques o transferencias, hasta otros más complejos como tarjetas de débito o crédito asociadas a la cuenta.
Las cuentas de ahorro o caja de ahorro son utilizadas principalmente por los particulares y entidades civiles.
Sirven para tres cosas:
- Para ganar un interés durante el tiempo que estos fondos no se usan.
- Los fondos pueden extraerse en cualquier momento mediante un comprobante llamado “nota de débito”
- Los fondos depositados ganan un interés moderado. También debe tenerse en cuenta que aumente el capital cada 6 meses o anualmente.

El porcentaje que el banco aporta a una cuenta de ahorro varía entre el 3%.